# あしかがフラワーパーク駅
あしかがフラワーパーク駅（あしかがフラワーパークえき）は、栃木県足利市迫間町字本郷にある、東日本旅客鉄道（JR東日本）両毛線の駅である。

## 建設の経緯
あしかがフラワーパークと栗田美術館に挟まれた足利市迫間町の地点への新駅設置について、2016年（平成28年）に足利市と東日本旅客鉄道高崎支社の間で合意され、2017年（平成29年）4月25日に基本協定書、同年6月19日付で事業施行協定を締結、同年8月9日に着工した。なお、設置場所はかつて富田駅 - 足利駅間に存在した東足利駅（1968年（昭和43年）10月1日休止、1987年（昭和62年）4月1日廃止）の位置とは異なり富田駅寄りに位置している。
開業は、栃木県でのデスティネーションキャンペーン（2018年4月 - 6月）開催に合わせた2018年（平成30年）4月1日とし、開業後は、あしかがフラワーパークまでの鉄道でのアクセスが富田駅からの徒歩約13分から最短1分（西ゲート開放時）へ大幅に短縮された。
駅名は、足利市が2017年（平成29年）7月に市民対象の公募を実施。同年12月7日にJR東日本により、市民投票の最多得票だった「あしかがフラワーパーク駅」に最終決定された。
足利市によると、総事業費は計約15億円と推定されており、駅本体の整備費約8億1,900万円は市が約3億9,600万円、JRが約3億2,300万円、県が1億円をそれぞれ負担する。このほか、駅前広場整備の見込み額4億円を市単独で負担し、Suicaの導入費用については別途協議する予定としていた。
あしかがフラワーパーク来場者に占める鉄道利用の比率は、足利市が2016年（平成28年）5月に実施した調査で9パーセントとなっている。足利市では新駅設置により比率を20パーセント程度に高め、シーズン中の渋滞緩和を狙っている。足利市は、あしかがフラワーパークの来客ピーク時に、足利市中心部に近い渡良瀬川河川敷などに数百台分の駐車場を確保し、足利駅から電車で往復してもらうパーク＆トレインライドを計画している。これにより、あしかがフラワーパークの来場者が市中心部で買い物・飲食を楽しんだり、足利学校や鑁阿寺と周遊したりする効果を期待している。
なお、両毛線への新駅設置は1999年（平成11年）の前橋大島駅以来19年ぶり、JR東日本高崎支社管内では2004年（平成16年）の上越線の高崎問屋町駅以来14年ぶり、栃木県内のJR線では1983年（昭和58年）の宇都宮線の自治医大駅以来35年ぶりとなる。

## 歴史
- 2018年（平成30年）4月1日：開業[1][11][14]。

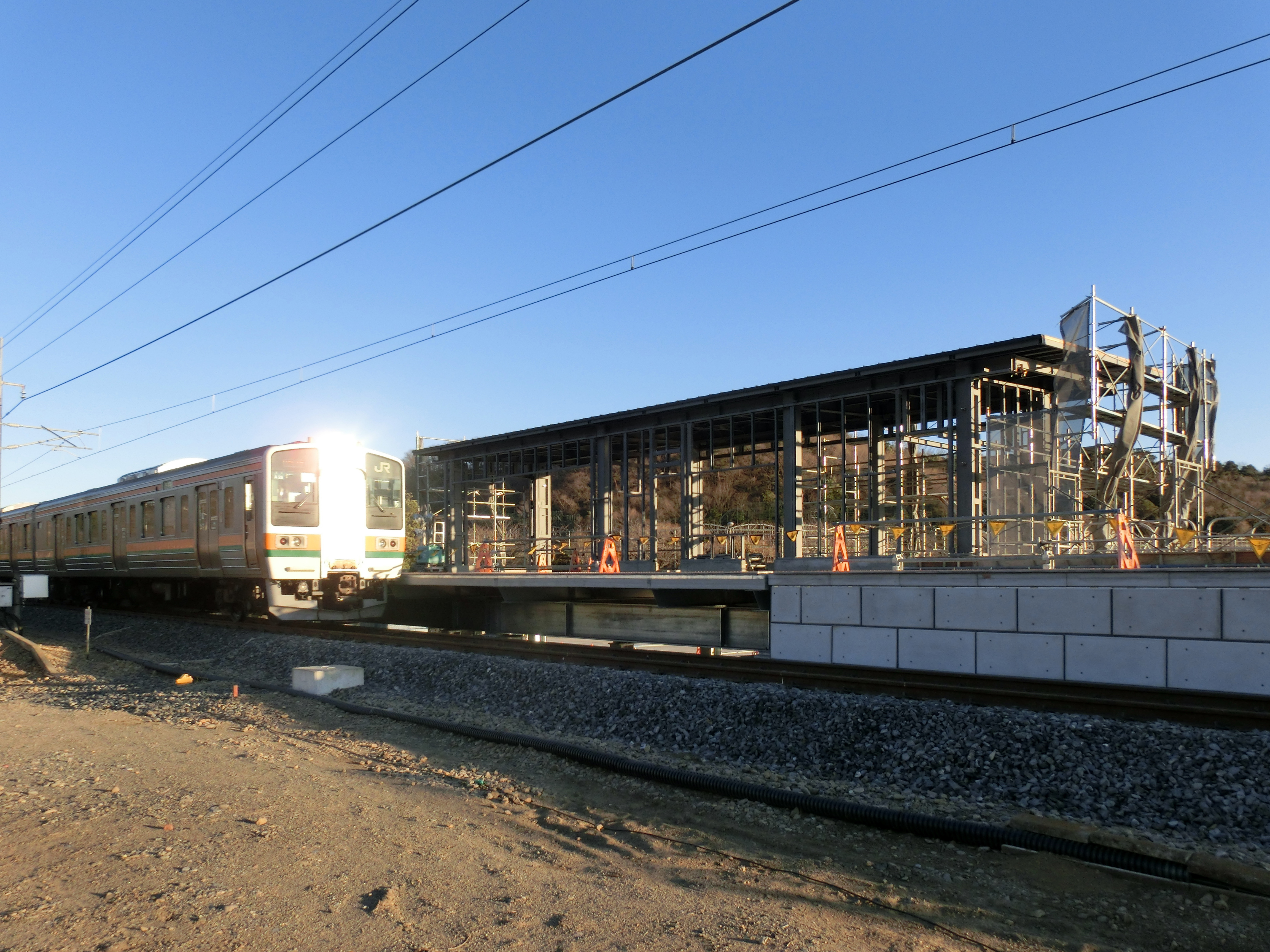
工事中のあしかがフラワーパーク駅（2018年1月）

- 2020年（令和2年）3月14日：富田駅と同額の運賃・料金の適用を取りやめ、新たに当駅発着の運賃・料金が適用されるようになる[15]。

## 駅構造
小山方面に向かって右側にある単式ホーム1面1線、ホーム長130メートルの構造となり、駅舎は線路の南側（フラワーパーク側）のみに設置される。両毛線の単線区間で交換設備を持たない駅は当駅と大平下駅のみである。駅舎はガラスブロックを用い、夜間はLED照明でライトアップを行う。簡易Suica改札機、自動券売機設置。
足利駅管理の無人駅。ただし繁忙期には有人対応を行う。

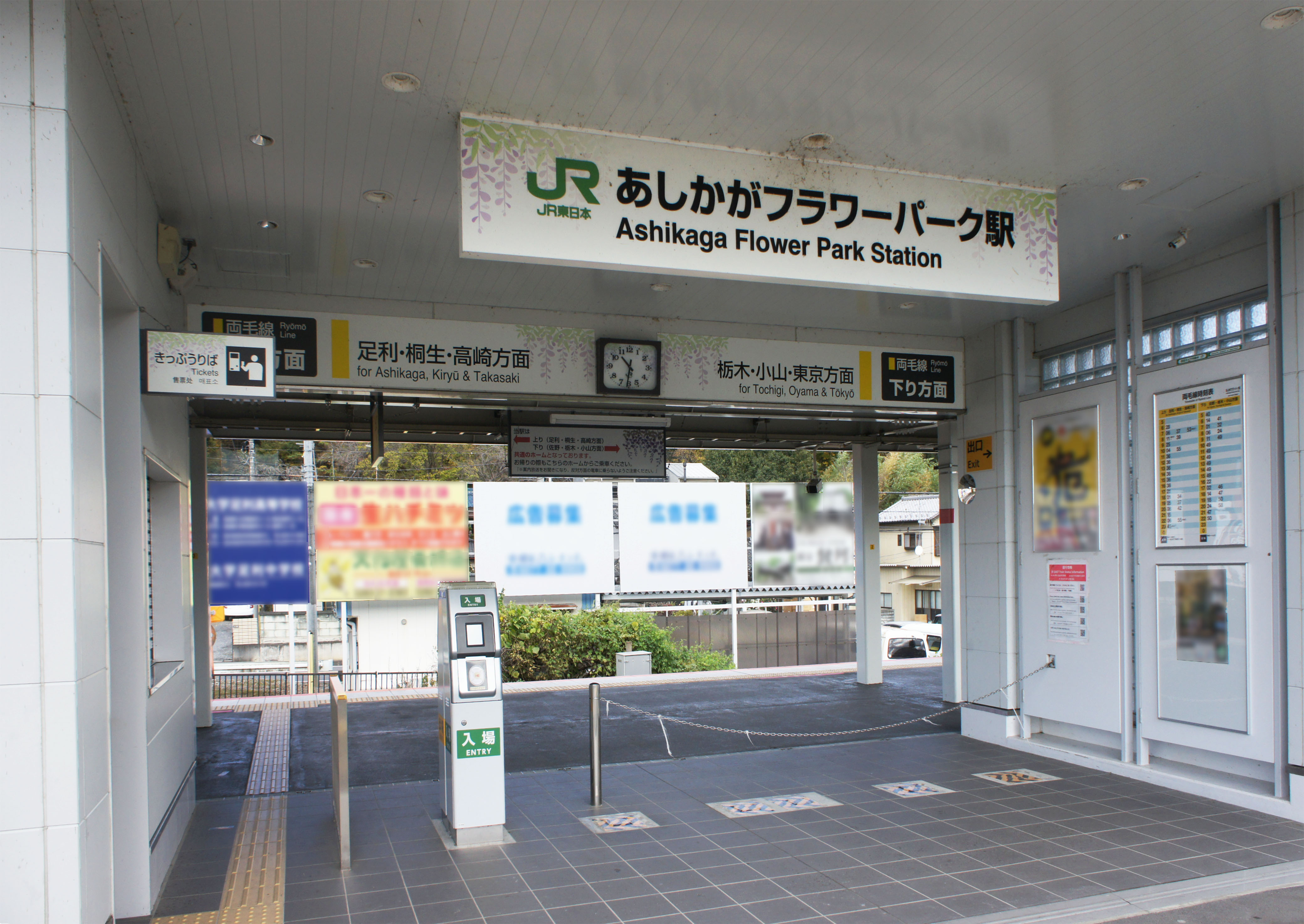
改札口（2021年11月）
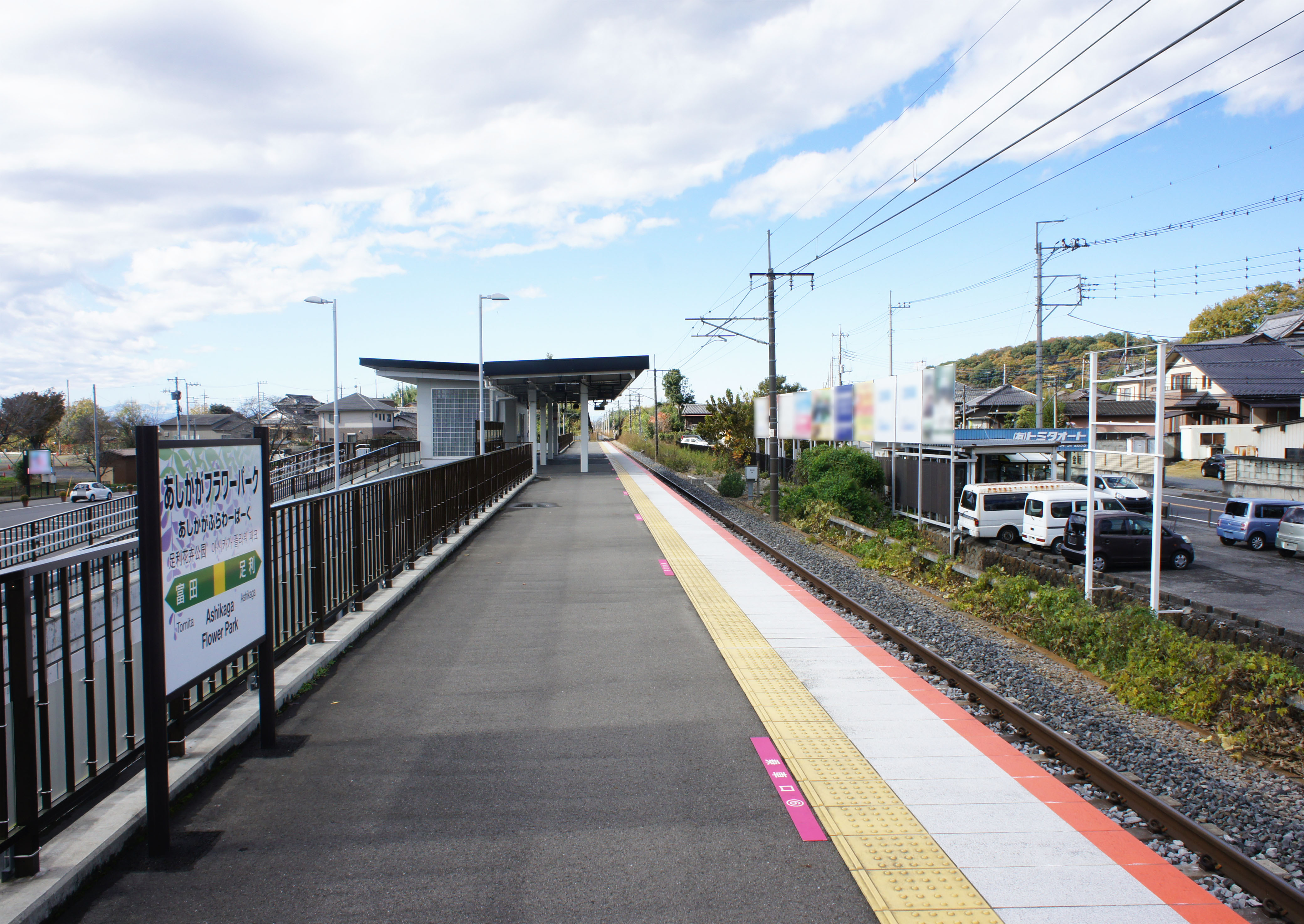
ホーム（2021年11月）
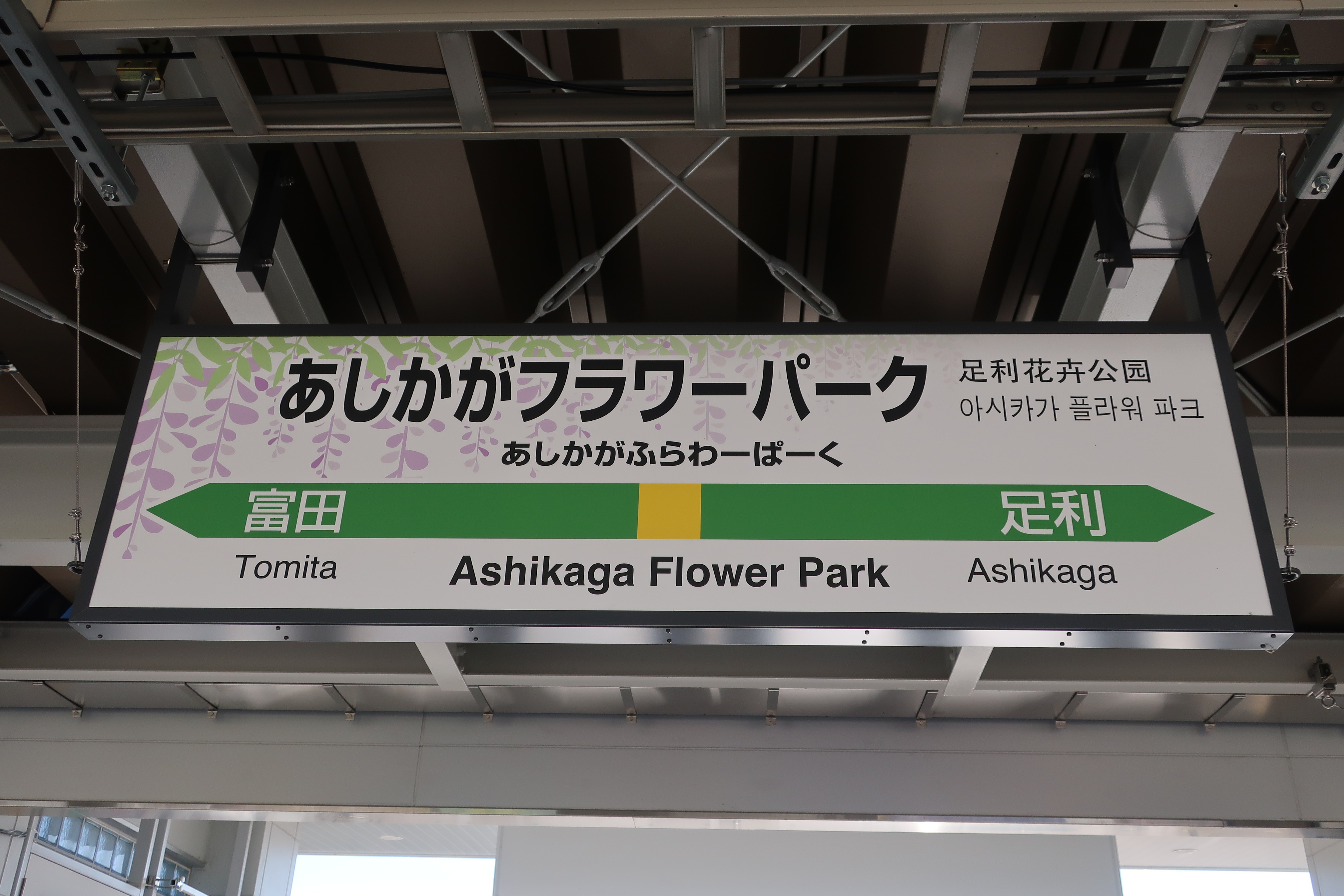
藤の花をあしらったオリジナル駅名標（2019年12月）
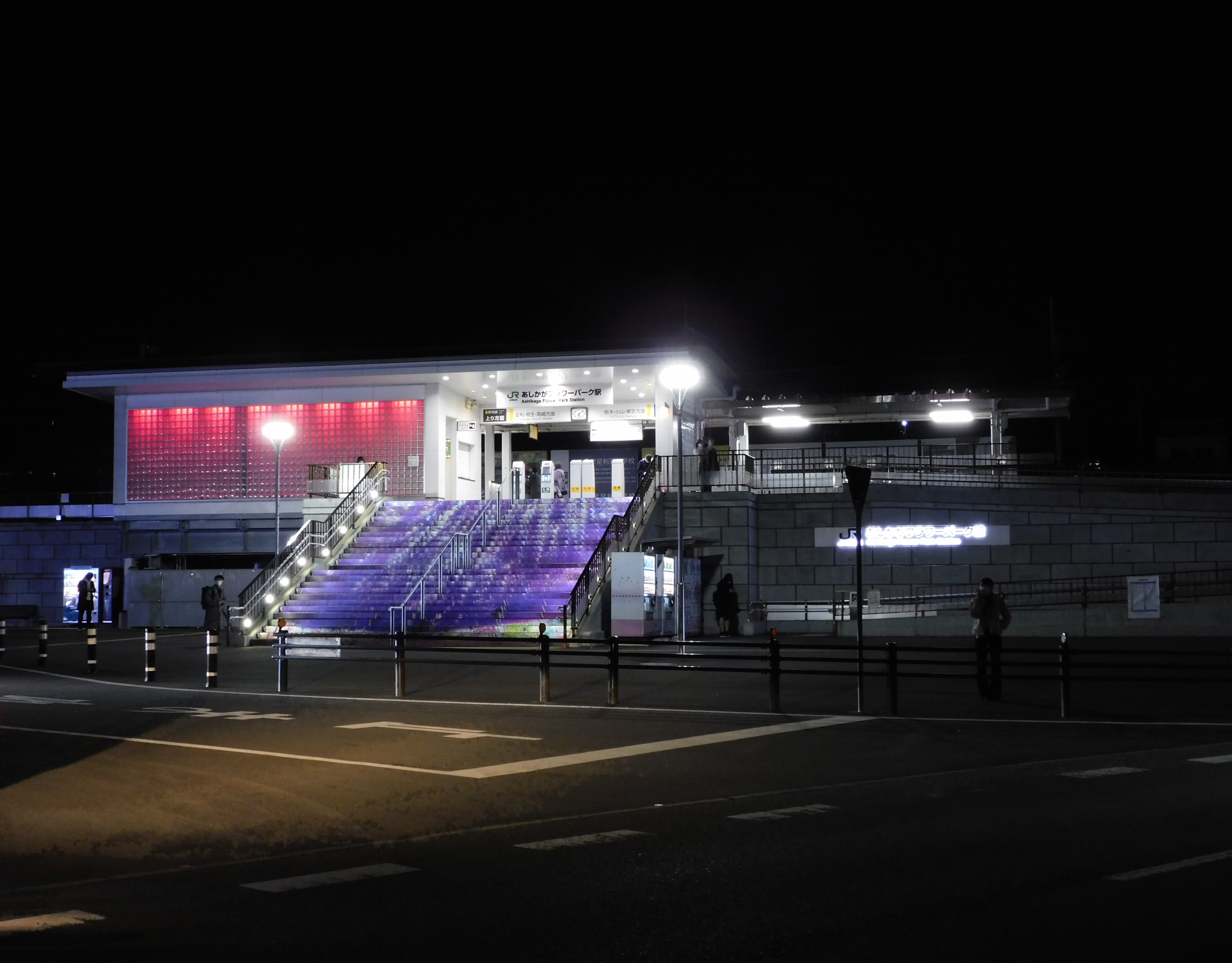
ライトアップされた駅舎（2021年12月）

### 発車メロディ
開業時より独自の発車メロディとして古澤巌の「Fine Day!」を使用する。この曲は2007年から2010年まで、テレビ朝日系列の情報番組『やじうまプラス』のテーマ曲として使われたもので、古澤本人の演奏により上り線用・下り線用として改めて収録した。

## 運賃計算の特例
- 開業時から2020年（令和2年）3月13日までは、隣駅の富田駅と同額の運賃・料金を適用していたため[1]、該当期間中は当駅と富田駅の間のみ利用の際は、SuicaをはじめとするICカード乗車券は使用できず、きっぷを購入する必要があった[1][17]。
- 2020年（令和2年）3月14日から、富田駅と同額の運賃・料金を適用する特例を取り止め、新たに当駅発着の運賃・料金が適用されたため、当駅と富田駅の間のみ利用の際もSuicaなどのICカード乗車券を使用することができるようになった[15]。

## 駅周辺
- あしかがフラワーパーク
- 栗田美術館
- 富田郵便局
- 栃木県道67号桐生岩舟線
- 迫間自然観察公園
- 熊野神社
- 曹洞宗東善院

## 付記
- 当駅の駅名は、正式表記で11文字あり、JRグループの駅では鹿島サッカースタジアム駅と並び最も長い。

## 隣の駅
東日本旅客鉄道（JR東日本）
■両毛線
- 臨時特急の停車駅については「あしかが大藤まつり号」を参照のこと。

富田駅 - あしかがフラワーパーク駅 - *東足利駅 - 足利駅
*打消線は廃駅